# Зильберберг, Вениамин Иосифович
Вениамин Иосифович Зильберберг (16 октября 1915, Ростов-на-Дону — 19 ноября 1997, Нижний Новгород) — советский и российский инженер-механик, организатор автомобильной промышленности СССР, кандидат технических наук. Лауреат Ленинской премии (1966).

## Биография
Родился 16 октября 1915 года в Ростове-на-Дону.
- 1933 год — 1935 год — служба в РККА.
- 1935 год — 1939 год — работа на заводе «Ростсельмаш».
- 1936 год — 1941 год — учёба на вечернем отделении Ростовского машиностроительного института и одновременно работа заведующим лабораторией института.
- 1941 год — 1945 год — инженер-технолог на Горьковском автомобильном заводе.
- 1944 год — принят в члены ВКП (б).
- 1945 год — 1957 год — заместитель начальника сектора автоматизации, начальник велосипедного цеха.
- 1957 год — 1969 год — заместитель главного механика, заместитель главного инженера.
- 1966 год — лауреат Ленинской премии (наряду с А. В. Бутузовым, В. Д . Вербицким, Н. А. Ковалёвым, Н. А. Матвеевым, Н. М. Ефимовым, Б. А. Пепелиным, К. Л. Раскиным, И. Б. Соколом) за участие в создании и внедрении типового автоматического производства деталей машин методом литья по выплавляемым моделям[1][2].
- 1969 год — 1974 год — первый заместитель директора по реконструкции.
- 1970 год — защита доклада, содержащего обобщение работ для присвоения учёной степени кандидата технических наук[3].
- 1974 год — 1987 год — директор по реконструкции, заместитель генерального директора производственного объединения «ГАЗ».
- 1987 год — лауреат премии Совета Министров СССР за создание и промышленное освоение высокоэффективных комплексных технологических процессов и автоматизированного оборудования для изготовления широкой номенклатуры автомобильных деталей на базе разнообразных методов высокоточного малоотходного деформирования.

Умер 19 ноября 1997 года в городе Нижнем Новгороде. Похоронен на Бугровском кладбище Нижнего Новгорода.

## Награды
- Орден «Знак Почёта» (9.3.1944)[6]
- Орден Трудового Красного Знамени (5.4.1971)
- Орден Октябрьской Революции (11.3.1976)
- Орден Дружбы народов (18.5.1982)
- Почётный знак «Заслуженный автозаводец» (25.8.1983)
- Ленинская премия (21.4.1966)
- Премия Совета Министров СССР (15.4.1987)
- Две золотые медали ВДНХ (1964; 1982)
- Две серебряные медали ВДНХ (1962; 1977)

## Публикации
- Зильберберг В И., Розно Л. И., Гуляев А. И., Цырлин М. И. Комплексная механизация и автоматизация окрасочных работ. — М.: Машиностроение, 1965. — 148 с.
- Зильберберг В И. Влияние технологических процессов на точность и шероховатость поверхности стального литья по выплавляемым моделям в автоматизированном производстве: Доклад по совокупности выполненных работ и изобретений, представляемый на соискание учёной степени канд. техн. наук. — Горький: Горьковский политехнический институт им. А. А. Жданова, 1970. — 42 с.